# 제25회 골든 글로브상
제25회 골든 글로브상은 1967년 상영된 영화 중 가장 뛰어난 영화를 수상하기 위해 1968년 2월에 열린 시상식이다. 미국,엠버서더 호텔/코코넛 그로브에서 개최되었다.

## 수상 및 후보

### 세실 B. 데밀 상
- 커크 더글러스 수상

### 작품상-드라마
- 밤의 열기 속으로 - 노만 주이슨 수상
- 우리에게 내일은 없다 - 아서 펜
- 성난 군중으로부터 멀리 - 존 슐레진저
- 초대받지 않은 손님 - 스탠리 크레이머
- 인 콜드 블러드 - 리처드 브룩스

### 여우주연상-드라마
- 위스퍼러스 - 에디스 에반스 수상
- 우리에게 내일은 없다 - 페이 더너웨이
- 더 폭스 - Anne Heywood
- 초대받지 않은 손님 - 캐서린 헵번
- 어두워질 때까지 - 오드리 헵번

### 남우주연상-드라마
- 밤의 열기 속으로 - 로드 스테이거 수상
- 우리에게 내일은 없다 - 워런 비티
- 폭력 탈옥 - 폴 뉴먼
- 성난 군중으로부터 멀리 - 앨런 베이츠
- 초대받지 않은 손님 - 스펜서 트레이시
- 밤의 열기 속으로 - 시드니 포이티어

### 작품상-뮤지컬코미디
- 졸업 - 마이크 니콜스 수상
- 카멜롯 - 조슈아 로간
- 닥터 두리틀 - 리처드 플레이셔
- 말괄량이 길들이기 - 프랑코 제페렐리
- 모던 밀리 - 조지 로이 힐

### 여우주연상-뮤지컬코미디
- 졸업 - 앤 밴크로프트 수상
- 카멜롯 - 바네사 레드그레이브
- 모던 밀리 - 줄리 앤드류스
- 언제나 둘이서 - 오드리 헵번
- 우먼 타임스 세븐 - 셜리 맥클레인

### 남우주연상-뮤지컬코미디
- 카멜롯 - 리처드 해리스 수상
- 닥터 두리틀 - 렉스 해리슨
- 졸업 - 더스틴 호프만
- 클라이막스 - 우고 토그나지
- 말괄량이 길들이기 - 리처드 버튼

### 여우조연상
- 모던 밀리 - 캐롤 채닝 수상
- 위험한 여로 - 릴리언 기시
- 성난 군중으로부터 멀리 - 프루넬라 랜섬
- 초대받지 않은 손님 - 베아 리처즈
- 밤의 열기 속으로 - 쿠엔틴 딘
- 밤의 열기 속으로 - 리 그랜트

### 남우조연상
- 닥터 두리틀 - 리차드 아텐보로 수상
- 우리에게 내일은 없다 - 마이클 J. 폴라드
- 폭력 탈옥 - 조지 케네디
- 특공대작전 - 존 카사베츠
- 어두워질 때까지 - 에프렘 짐발리스트 주니어

### 외국어 영화상
- 리브 포 라이프 - 끌로드 를르슈 수상
- 엘비라 마디간 - 보 비더버그
- 클라이막스 - 피에트로 제르미
- 가장 가까이 다가서서 본 열차 - 지리 멘젤
- 이방인 - 루치노 비스콘티

### 감독상
- 졸업 - 마이크 니콜스 수상
- 우리에게 내일은 없다 - 아서 펜
- 더 폭스 - 마크 라이델
- 초대받지 않은 손님 - 스탠리 크레이머
- 밤의 열기 속으로 - 노만 주이슨

### 각본상
- 밤의 열기 속으로 - 스터링 실리펀트 수상
- 우리에게 내일은 없다 - 로버트 벤튼 외
- 더 폭스 - 루이스 존 칼리노 외
- 졸업 - 벅 헨리
- 초대받지 않은 손님 - 윌리엄 로즈

### 음악상
- 카멜롯 - 프레더릭 로우 수상
- 닥터 두리틀 - 레슬리 브리커스
- 모던 밀리 - 엘머 번스타인
- 언제나 둘이서 - Henry Mancini
- 리브 포 라이프 - Francis Lai

### 주제가상
- 카멜롯 - 프레더릭 로우 수상
- 닥터 두리틀 - 레슬리 브리커스
- 스키 피버 - 제리 스타이너
- 모던 밀리 - 지미 반 헤슨리브 포 라이프